# Desportivo de Guimarães
O Desportivo de Guimarães, com periocidade semanal (3ª feira) tem sede na Praça de São Tiago no centro histórico da cidade Guimarães e conta com uma vasta equipa de jornalistas e colaboradores que todas as semanas levam até ao leitor as últimas do desporto vimaranense.
O jornal Desportivo de Guimarães é o único jornal desportivo do distrito de Braga e está integrado no Grupo Santiago de comunicação. Criado em 30 de Janeiro de 1992, o Desportivo de Guimarães veio preencher uma lacuna existente na imprensa regional, pois no concelho existem cerca de 146 organizações desportivas, estimando-se em alguns milhares os praticantes nas mais variadas modalidades, com particular destaque para o futebol nos vários escalões.